# 趙貴妃 (明太祖)
趙貴妃（?—?），明太祖朱元璋妃，名字不详，封为贵妃。
赵贵妃生平无记载，仅知她在洪武十三年八月初二（1380年9月1日）生朱元璋第二十一子沈简王朱模。洪武十五年（1382年）九月，马皇后安葬孝陵时，以成穆貴妃、永贵妃、汪貴妃祔葬。未知她与永贵妃是一人，还是两人。